# Авл Семпроній Аселіон
Авл Семпроній Аселіон (лат. Aulus Sempronius Asellio; близько 128 до н. е. — 89 до н. е.) — політичний і державний діяч часів Римської республіки, претор 89 року до н. е.

## Життєпис
Походив з роду нобілів Семпроніїв. Син відомого історика-анналіста Публія Семпронія Аселіона. Здобув гарну освіту. Розпочав кар'єру при дядькові Луції Семпронії Аселіоні, що керував Сицилією. Згодом став другом Луція Юлія Цезаря, майбутнього консула 90 року до н. е. У 92-93 роках до н. е. як квестор служив у Македонії, де займався фінансовими справами цієї провінції при тоді ще пропреторі Луції Цезарі. За дорученням останнього став монетарієм, карбував тетрадрахми.
У 91 році до н. е. підтримав реформи народного трибуна Марка Лівія Друза. Авл Аселіон того ж року увійшов до складу колегії децемвірів з роздачі землі, створеної за законом Друза і очолюваної ним. У 89 році до н. е. обрано претором. Саме Луцій Цезар головував на виборах, на яких Аселіона було обрано міським претором. Запропонував закон про скасування боргів, але Аселіона за підбурюванням народного трибуна Луція Кассія Цекіана було вбито лихварями на сходах храму Діоскурів під час виконання релігійного обряду.